# Heinkel He 176
O Heinkel He 176 foi uma aeronave experimental construída pela Heinkel, na Alemanha. Foi a primeira aeronave do mundo com um motor a foguete de combustível líquido. Voou pela primeira vez no dia 20 de Junho de 1939, pilotada pelo piloto alemão Erich Warsitz. Foi uma iniciativa privada da Heinkel, que buscava desenvolver aeronaves de alta velocidade. Embora os testes não tenham mostrado nenhum resultado extraordinário, provou que o conceito de aeronave a foguete era possível.